# Timed Up and Go-test
De Timed Up and Go-test (TUG) is een eenvoudige test die wordt gebruikt om de mobiliteit van een persoon te beoordelen en vereist zowel statische als dynamische balans.
De test meet de tijd die een persoon nodig heeft om uit een stoel op te staan, drie meter te lopen, om te draaien, terug naar de stoel te lopen en te gaan zitten. Tijdens de test wordt van de persoon verwacht dat hij zijn normale schoenen draagt en alle mobiliteitshulpmiddelen gebruikt die hij normaal nodig zou hebben. De TUG wordt vaak gebruikt bij ouderen, omdat hij gemakkelijk uit te voeren is en in het algemeen door de meeste ouderen kan worden voltooid.
Eén bron suggereert dat scores van tien seconden of minder duiden op normale mobiliteit, 11-20 seconden liggen binnen de normale limieten voor kwetsbare oudere en gehandicapte patiënten, en meer dan 20 seconden betekent dat de persoon externe hulp nodig heeft. Een score van 30 seconden of meer suggereert dat de persoon vatbaar is voor vallen. Als alternatief is 12 seconden een aanbevolen praktische grenswaarde voor de TUG om normale versus abnormale prestaties aan te geven. Een studie door Bischoff et al. toonde aan dat de tiende tot negentigste percentielen voor de TUG-prestaties 6,0 tot 11,2 seconden waren voor thuiswonende vrouwen tussen de 65 en 85 jaar oud. Deze studie concludeerde dat deze populatie de TUG in 12 seconden of minder zou moeten kunnen uitvoeren.  De TUG-prestaties bleken aanzienlijk af te nemen bij mobiliteitsbeperkingen. De woonstatus en de fysieke mobiliteitsstatus zijn significante voorspellers van de TUG-prestaties. De TUG is ontwikkeld op basis van een uitgebreidere test, de Get-Up and Go-test.
Onderzoek heeft aangetoond dat de Timed Up and Go-test een uitstekende interrater (intraclass correlatiecoëfficiënt [ICC] = .99) en intrarater- betrouwbaarheid (ICC = .99) heeft.  De testscore correleert ook goed met loopsnelheid (r = -.55), scores op de Berg Balance Scale (r = -.72) en de Barthel-index (r = -.51). Veel onderzoeken hebben goede test-hertest-betrouwbaarheid aangetoond in specifieke populaties, zoals thuiswonende oudere volwassenen  en mensen met de ziekte van Parkinson.  